# James S. Voss
James Shelton Voss (nascut el 3 de març de 1949) és el vicepresident d'Enginyeria a SpaceDev. És un Coronel retirat de l'Exèrcit dels Estats Units i astronauta de la NASA. Durant la seva època amb la NASA, Voss va volar a l'espai cinc vegades a bord del Transbordador Espacial i l'Estació Espacial Internacional. També va exercir com a subdirector d'Operacions de Vol del Space Station Program Mission Integration and Operations Office. Mentre participava en l'Expedició 2 de l'ISS, ell i Susan Helms van conduir un passeig espacial de 8 hores i 56 minuts, el més llarg de la història.